# Lessy
Lessy je francouzská obec v departementu Moselle v regionu Grand Est. V roce 2013 zde žilo 772 obyvatel.

## Poloha
Sousední obce jsou: Châtel-Saint-Germain, Lorry-lès-Metz, Plappeville a Scy-Chazelles.

## Vývoj počtu obyvatel
Počet obyvatel